# Traubia modesta
Traubia modesta là một loài thực vật có hoa trong họ Amaryllidaceae. Loài này được (Phil.) Ravenna miêu tả khoa học đầu tiên năm 1974.